# Charles H. Townes
Charles Hard Townes, född 28 juli 1915 i Greenville, South Carolina, USA, död 27 januari 2015 i Berkeley, Kalifornien, var en amerikansk fysiker, som arbetade med teorin och tillämpningen av masern, för vilken han erhöll det grundläggande patentet, och annat arbete inom kvantelektronik associerad med både maser- och laseranordningar.
Tillsammans med Nikolaj G. Basov och Aleksandr M. Prochorov tilldelades han 1964 Nobelpriset i fysik "för grundläggande arbeten inom kvantelektroniken, som lett till framställning av oscillatorer och förstärkare enligt maser-laserprincipen".

## Biografi
Townes var av etnisk tysk börd och hade en hel del etnisk skotsk, engelsk, walesisk, hugenott fransk och skotsk irländsk härkomst, Han var son till advokaten Henry Keith Townes  och Ellen Sumter Townes (född Hard). Hans bror, Henry Keith Townes, Jr., var en känd entomolog som var en världsauktoritet på Ichneumon, getingar. Han tog 1935 sin kandidatexamen i fysik och kandidatexamen i moderna språk vid Furman University och därefter masterexamen i fysik vid Duke University 1937. Han började sedan forskarutbildningen vid California Institute of Technology, där han tog en doktorsexamen 1939. Under andra världskriget arbetade han med radarbombningssystem vid Bell Labs.

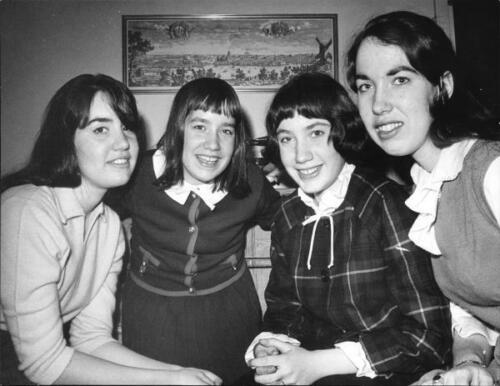
Townes döttrar i Sverige 1964

Townes gifte sig med Frances H. Brown, en aktivist för hemlösa, under 1941. De bodde i Berkeley, Kalifornien och hade fyra döttrar, Linda Rosenwein, Ellen Anderson, Carla Kessler och Holly Townes. Han var en religiös man och medlem i United Church of Christ och trodde att "vetenskap och religion är ganska parallella, mycket mer lika än de flesta tror och att de på lång sikt måste konvergera". Han skrev i ett uttalande efter att ha vunnit Templetonpriset under 2005: "Vetenskapen försöker förstå hur vårt universum är och hur det fungerar, inklusive oss människor. Religion syftar till att förstå syftet och meningen med vårt universum, inklusive våra egna liv. Om universum har ett syfte eller en mening, måste detta återspeglas i dess struktur och funktion, och därmed i vetenskapen.”
Townes hade ständigt varit aktiv på UCB-campus, besökt och arbetat regelbundet i fysikavdelningen eller vid Space Sciences Laboratory efter sin 99-årsdag och bara några månader före sin död. Townes hälsa började avta och han dog vid 99 års ålder i Oakland, Kalifornien på väg till sjukhuset den 27 januari 2015.

## Karriär och vetenskapligt arbete
År 1950 utnämndes Townes till professor vid Columbia University. Han tjänstgjorde som direktor för Columbia Radiation Laboratory från 1950 till 1952 och var ordförande för fysikavdelningen 1952–1955.
År 1951 tänkte Townes ut ett nytt sätt att skapa intensiva, exakta strålar av coherent strålning, vilken han tilldelade förkortningen maser (för Microwave Amplification by Stimulated Emission of Radiation). När samma princip tillämpades på högre frekvenser användes termen laser (ordet "light" som ersatte ordet "microwave").
Under 1953 byggde Townes, James P. Gordon och Herbert J. Zeiger den första ammoniakmasern vid Columbia University. Denna anordning använde stimulerad emission i en ström av energiserade ammoniakmolekyler för att producera förstärkning av mikrovågor med en frekvens av ca 24,0 gigahertz.
Från 1959 till 1961 var Townes tjänstledig från Columbia University för att fungera som vice VD och forskningschef för Institute for Defense Analyses i Washington, D.C., en ideell organisation, som var rådgivare till den amerikanska regeringen och drevs av elva universitet. Åren 1961 till 1967 tjänstgjorde han som både provost och professor i fysik vid Massachusetts Institute of Technology. Senare, under 1967, utsågs han till professor i fysik vid University of California, Berkeley, där han stannade i nästan 50 år; hans status var professor emeritus vid tiden för hans död 2015. Från 1966 till 1970 var han ordförande i NASA:s vetenskapliga rådgivande kommitté för Apolloprogrammet.

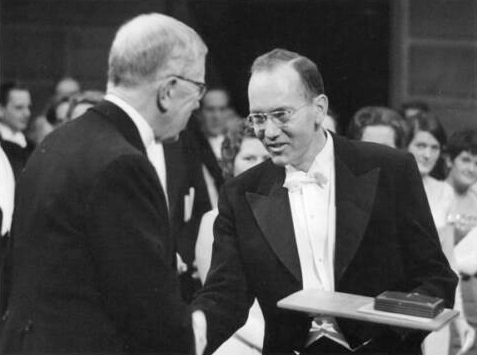
Townes (t.h.) mottar 1964 års Nobelpris.

För hans uppfinning av masern fick Townes tillsammans med Nikolay Basov och Alexander Prokhorov Nobelpriset i fysik 1964. Townes utvecklade också användningen av masrar och lasrar för astronomi och ingick i ett team som först upptäckte komplexa molekyler i rymden och bestämde massan av det supermassiva svarta hålet i mitten av Vintergatan.
Townes sista stora tekniska skapelse tillsammans med Walt Fitelson, Ed Wishnow och andra var Infrared Spatial Interferometer. Projektet kombinerade tre mobila infraröda detektorer inriktade av lasrar som studerar samma stjärna. Om varje teleskop är 10 meter från det andra skapar det ett intryck av en 30-meters lins.